# Аликин, Степан Иванович
Степан Иванович Али́кин (1912 — 1973) — советский инженер-нефтяник.

## Биография
Родился в 1912 году в селе Ния (ныне Карагайский район, Пермский край). Окончил Уральский горный институт (1937).
- 1937—1942 — старший инженер Краснокамского промысла, главный инженер конторы глубокого бурения треста «Прикамнефть».
- 1942—1944 — главный инженер, директор КТБ Государственного Молотовского нефтекомбината, треста «Кранокамскнефть» .
- 1944—1947 — главный инженер треста «Краснокамскнефть».
- 1947—1950 — главный инженер объединения «Молотовнефть».
- 1950—1956 — директор департамента бурения, главный инженер — технический директор Советско-Румынского общества «Совромпетроль» (по линии Государственного управления советским имуществом за границей).
- 1956—1957 — старший советник Министерства нефтяной и газовой промышленности Румынской Народной Республики.
- 1957—1964 — работал в Индии.
- 1964—1966 — главный инженер Пермского филиала ВНИИБТ.
- 1966—1972 — руководитель группы советских специалистов в ПНР.

Умер в 1973 году в Москве. Похоронен на Невзоровском кладбище.

## Награды и премии
- Сталинская премия второй степени (1947) — за разработку и широкое внедрение метода непрерывного наклонного бурения нефтяных скважин
- орден Октябрьской революции
- орден Трудового Красного Знамени (1948)
- два два ордена «Знак Почёта» (1944)
- медаль «За трудовое отличие» (1942)
- орден Труда I степени (Румыния)
- орден Возрождения Польши IV степени (Польша).